# Walter Mosley

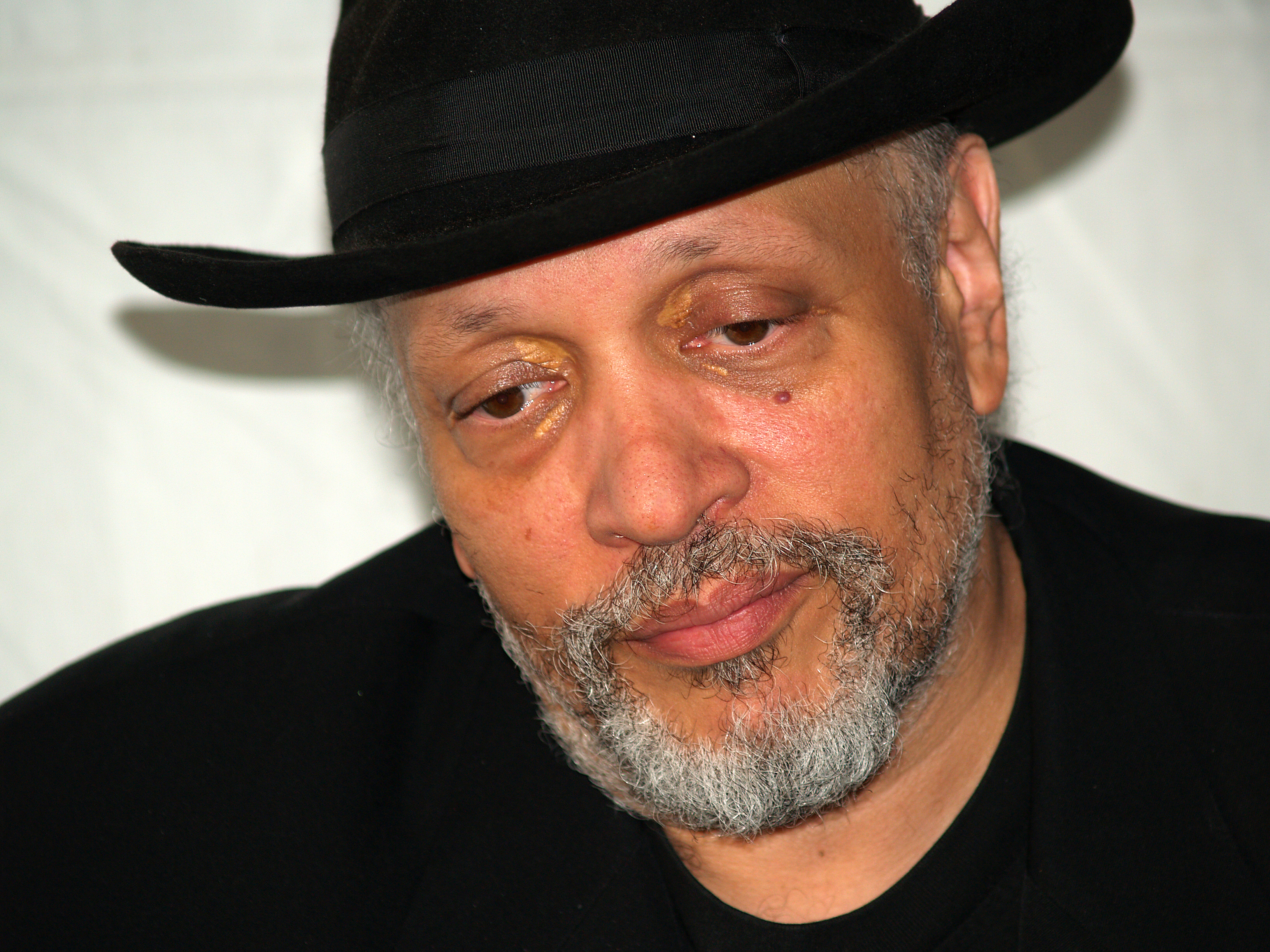

Walter Ellis Mosley (Los Ángeles, California, 12 de enero de 1952) es un escritor y profesor universitario estadounidense. Un autor que goza de una excelente reputación entre la crítica especializada pero reconocido mundialmente por la serie de novelas policíacas protagonizadas por el detective Easy Rawlins. 

## Biografía
Mosley nació en Los Ángeles, California. Su madre, Ella (de soltera Slatkin), trabajaba como empleada de personal, sus antepasados eran emigrantes judíos de Rusia. Su padre, Leroy Mosley (1924-1993), era un afroamericano de Luisiana que trabajaba como conserje supervisor en una escuela pública de Los Ángeles. Había trabajado como empleado en el ejército estadounidense segregado durante la Segunda Guerra Mundial. Sus padres intentaron casarse en 1951 pero, aunque la unión era legal en California, donde vivían, nadie les concedió una licencia de matrimonio.
Mosley era hijo único, y atribuye su imaginación escritora a "un vacío en mi infancia que llené con fantasías". Por 9,50 dólares a la semana, asistía a la Victory Baptist day school, una escuela primaria privada afroamericana que impartía de forma pionera clases de historia negra. Cuando tenía 12 años, sus padres se mudaron de South Central a la más acomodada zona oeste de Los Ángeles. En 1970 se graduó en el instituto Alexander Hamilton. Mosley describe a su padre como un profundo pensador y un gran contador de historias, un "Sócrates negro". Su madre le animó a leer clásicos europeos, desde Dickens y Zola hasta Albert Camus. También le encantaban Langston Hughes y Gabriel García Márquez. Se crio en gran medida en una cultura familiar apolítica, aunque en aquella época había conflictos raciales en Los Ángeles. Más tarde se politizó más y denunció abiertamente las desigualdades raciales en Estados Unidos, que son el contexto de gran parte de su ficción.
Mosley pasó por una época de "hippie", en la que vivió en Santa Cruz y viajando por Europa. Abandonó el Goddard College, una universidad de Plainfield (Vermont) y se licenció en Ciencias Políticas en el Johnson State College. Abandonó un doctorado en teoría política y empezó a trabajar como programador informático. Se trasladó a Nueva York en 1981 y conoció a la bailarina y coreógrafa Joy Kellman, con quien contrajo matrimonio en 1987. Se separaron 10 años después y se divorciaron en 2001. Mientras trabajaba para Mobil, Mosley asistió a un curso de escritura en el City College de Harlem, inspirado por el libro de Alice Walker El color púrpura. Una de sus tutoras allí, Edna O'Brien, se convirtió en su mentora y le animó a escribir. 
Mosley manifiesta que se identifica tanto como afroamericano como judío, con fuertes sentimientos hacia ambos grupos.

## Carrera literaria
Mosley empezó a escribir a los 34 años y afirma haber escrito todos los días desde entonces. Es autor de más de cuarenta libros y a menudo ha publicado dos al año. Ha escrito en diversas categorías de ficción, como misterio y ciencia ficción afrofuturista, así como política de no ficción. Su obra se ha traducido a 21 idiomas. Sus inspiraciones directas incluyen la ficción detectivesca de Dashiell Hammett, Graham Greene y Raymond Chandler. La fama de Mosley aumentó en 1992, cuando el candidato a presidente de Estados Unidos, Bill Clinton, aficionado a la literatura de misterio, citó a Mosley como uno de sus autores favoritos. En 1997, Mosley renunció a un anticipo y entregó el manuscrito de Gone Fishin a una pequeña editorial independiente, Black Classic Press de Baltimore, dirigida por Paul Coates, un antiguo miembro de los Panteras Negras.
Su primer libro publicado, El demonio vestido de azul (Devil in a Blue Dress), fue adaptada al cine en 1995 protagonizada por Denzel Washington. El estreno mundial de la primera obra teatral de Mosley, The Fall of Heaven[11], se representó en el Playhouse in the Park de Cincinnati, Ohio, en enero de 2010.
Mosley explica su deseo de escribir sobre "héroes masculinos negros" y opina que "casi nadie en América ha escrito sobre héroes masculinos negros.... Hay protagonistas negros y personajes secundarios negros, pero nadie escribe sobre héroes negros".

## La serieEasy Rawlins
El ciclo protagonizado por Ezequiel Rawlins un veterano de la II Guerra Mundial que se instala en Los Angeles a finales de los años 40 huyendo de los fantasmas de la guerra y de los fantasmas interiores de su Texas natal - véase la novela De pesca -. 
Allí sobrevive realizando las más diversas tareas, algunas de ellas bordean la ilegalidad, en unos guetos en plena efervescencia donde comienzan a instalarse masivamente sudamericanos y centroamericanos que anuncian el futuro estallido racial. Por la mirada dura y escéptica de Easy desfilan la "fauna" más variopinta: desde sospechosos habituales a habituales de la corrupción moral, política y financiera. Lo único que los separa es el color de su piel. 
Los blancos, verdaderos extranjeros en los guetos que albergan a su vez a otros extranjeros en su propio país, recurren con frecuencia, a través de la policía, a Easy para que les resuelva las situaciones más difíciles y conflictivas. 
Las novelas se pueden encuadrar dentro del subgénero policiaco hardboiled donde los detectives entierran definitivamente el concepto de la novela negra de policías y ladrones al uso de Dupin, Holmes, Poirot o Lupin. Los detectives y delincuentes durante los primeros años del siglo  XX no sólo se tocan sino que se enfangan en el mismo corrupto caldo que son las ciudades americanas del crack del periodo de entreguerras. Un mundo retratado por Dashiell Hammett, Chandler y Thompson, entre otros. El final de la edad de la inocencia para un estado en completa expansión que retomará sus viejos fantasmas durante la Guerra Fría y en las luchas por los derechos civiles. 
Esa es la literatura que recupera Mosley y la memoria que quiere recuperar. La de los negros de América sometidos a un racismo sordo y despectivo de un carácter violento, como en las plantaciones, pero quizás más degradante y humillante. Una dicotomía entre los negros de la casa y los del campo que una mayoría blanca se había negado a abolir ya que le seguía siendo muy útil. Y en medio, la mirada lúcida y triste de Easy.

### Novelas independientes
- RL's Dream (1995) // Trad: Blues de los sueños rotos, Anagrama, 1996
- Blue Light (novel) (1998) // Trad: Luz azul, Malabares, 2007
- Futureland: Nine Stories of an Imminent World (2001) // Trad: Futureland, Ediciones B, 2003
- The Man in My Basement (2004) // Trad: El hombre del sótano, Poliedro, 2005
- Walking the Line (2005) // Trad: Archibald Sinley, anarquista general: caminar por la cuerda floja, publicado en Transgresiones I, Roca Editorial, 2007
- 47 (2005)
- The Wave (2006)
- Fortunate Son (novel) (2006)
- Killing Johnny Fry: A Sexistential Novel (2006) // Trad: Matar a Jonny Fry, Alfaguara, 2007
- Diablerie (2007)
- The Tempest Tales (2008)
- The Last Days of Ptolemy Grey (2010)
- Parishioner (2012)
- Odyssey (2013)
- Debbie Doesn't Do It Anymore (2014)
- The Further Tales of Tempest Landry (2015)
- Inside a Silver Box (2015)
- John Woman (2018)
- The Awkward Black Man (2020) (cuentos)
- Touched (2023)

### Serie Easy Rawlins
El ciclo de Easy Rawlins está publicado en español aunque hay una serie de relatos no publicados, ya sea por el lógico retraso de la traducción o porque la editorial española no ha decido adquirir los derechos. Asimismo se incorporan las fechas en las que se desarrollan las novelas para facilitar la comprensión del entorno histórico [5].
- Devil in a Blue Dress (1990). (El demonio vestido de azul, Anagrama, 1994.) (En la vida imaginaria de Easy Rawlins ocurre durante 1948.)
- A Red Death (1991). (Una muerte roja, Anagrama, 1995.) (Para Easy Rawlins ocurre en 1951.)
- White Butterfly (1992). (Mariposa blanca, Anagrama, 1996.) (Para Easy Rawlins en 1956.)
- Black Betty (1994). (Betty la negra, Anagrama, 1997.) (Easy Rawlins en 1961.)
- A Little Yellow Dog (1996). (Un perro amarillo, Anagrama, 1998.) (Easy Rawlins, 1963.)
- Gone Fishin (1997). (De pesca, Anagrama, 1999.) (Sucede en 1939.)
- Bad Boy Brawly Brown (2002). (El caso Brown, Roca, 2003.) (Ambientada en 1964.)
- Six Easy Pieces: Stories (2003). (Siete casos, Serie Negra RBA, 2019.)
- Little Scarlet (2004). (Muerte escarlata, Roca, 2005.) (Sucede en 1965.)
- Cinnamon Kiss (2005). (Beso Canela, Roca, 2006) (Ambientada en 1966.)
- Blonde Faith (2007). (Rubia peligrosa, Roca, 2009.) (Ambientada en 1967.)
- Little Green (2013). Sin traducir.
- Rose Gold (2014). Sin traducir.
- Charcoal Joe (2016). Sin traducir.
- Blood Grove (2021). (Al rojo vivo, Serie Negra RBA, 2021.) (Sucede en 1969.)
- Farewell, Amethystine (2024). Sin traducir.
- Gray Dawn (2025). Sin traducir.

### Fearless Jones mysteries
- Fearless Jones (2001)
- Fear Itself (2003)
- Fear of the Dark (2006)

### Leonid McGill mysteries
- The Long Fall (2009).
- Known to Evil (2010).
- When the Thrill Is Gone (2011).
- All I Did Was Shoot My Man (2012).
- And Sometimes I Wonder About You (2015).
- Trouble Is What I Do (2020). (Buscando problemas, RBA, 2024.)

### Socrates Fortlow books
- Always Outnumbered, Always Outgunned (1997)
- Walkin' the Dog (1999)
- The Right Mistake (2008)

### Crosstown to Oblivion
- The Gift of Fire / On the Head of a Pin (2012)
- Merge / Disciple (2012)
- Stepping Stone / The Love Machine (2013)

### King Oliver books
- Down the River unto the Sea (2018). (Traición, RBA, 2018.)
- Every Man a King (2023). (A cuerpo de rey, RBA, 2024.)
- Been Wrong So Long It Feels Like Right (2025)

### Novelas gráficas
- Maximum Fantastic Four (2005, con Stan Lee y Jack Kirby)
- The Thing: The Next Big Thing (2022, con Tom Reilly)

### Obras de teatro
- The Fall of Heaven (2011)
- Lift (2014)

### No ficción
- Workin' on the Chain Gang: Shaking off the Dead Hand of History (2000)
- What Next: An African American Initiative Toward World Peace (2003)
- Life Out of Context: Which Includes a Proposal for the Non-violent Takeover of the House of Representatives (2006)
- This Year You Write Your Novel (2007) // Trad: Este año escribes tu novela, EsPop, 2023
- Twelve Steps Toward Political Revelation (2011)
- Elements of Fiction (2019)

### Películas y series
- Fallen Angels: Fearless (1995) (TV)
- Devil in a Blue Dress (1995)
- Entre el bien y el mal (Always Outnumbered, Always Outgunned) (1998) (TV)
- Little Brother, episodio de Masters of Science Fiction (2007) (TV)
- Snowfall (TV), productor consultivo –– escribió el episodio: "Prometheus Rising" (2018)
- Star Trek: Discovery (2019) (TV)
- Los últimos días de Ptolemy Grey (The Last Days of Ptolemy Grey) (2022), productor ejecutivo y guionista
- Justified: City Primeval (2023) (TV), consulting producer